# Jan Aernout Anne Hendrik de Beaufort

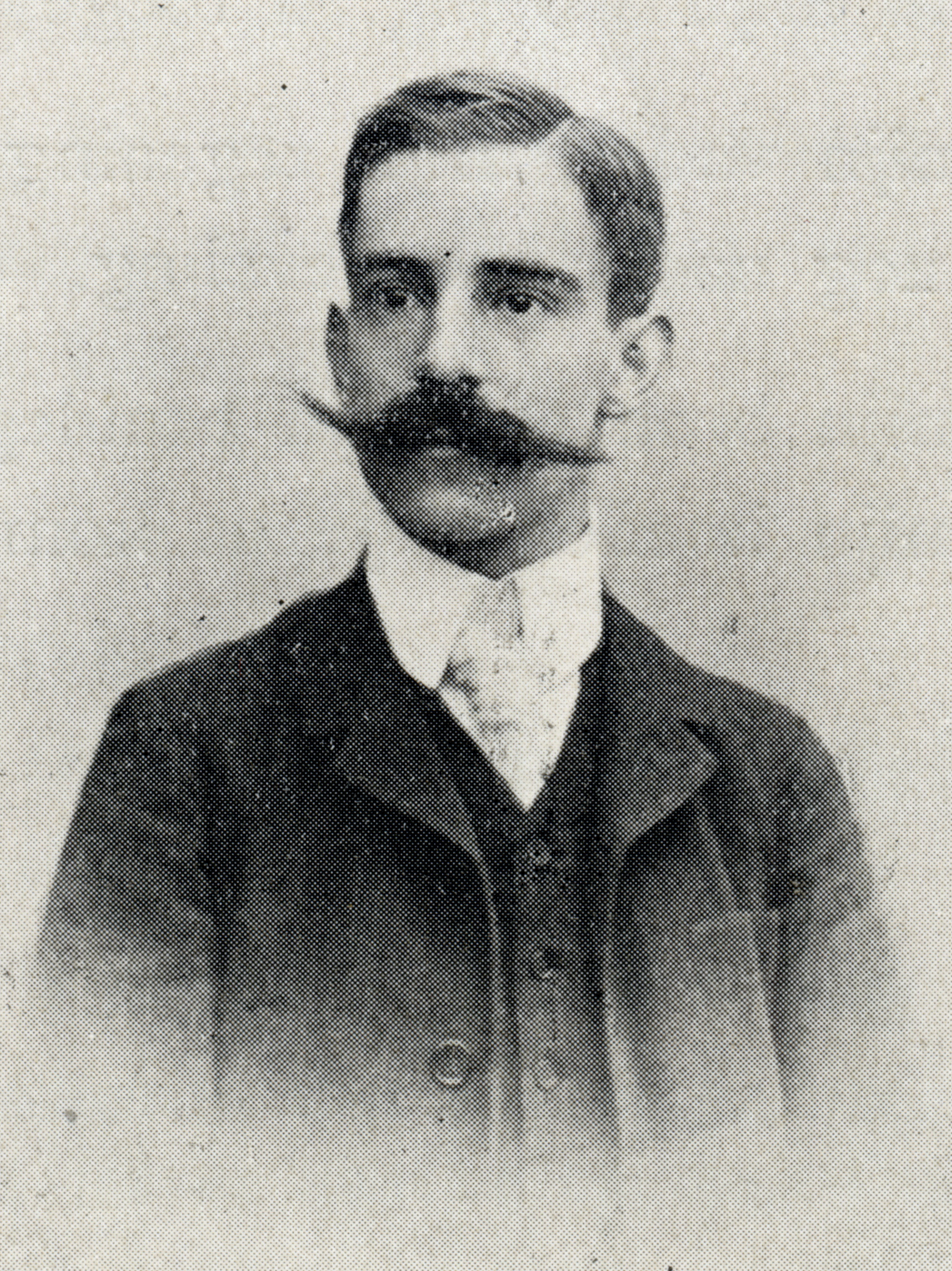
Mr.dr. J.A.A.H. de Beaufort (1901)

Jan Aernout "(Noud)" Anne Hendrik de Beaufort (Leusden, 22 augustus 1876 – Amersfoort, 8 april 1947) was een Nederlands burgemeester.

## Biografie
Hij was de oudste zoon van oud-liberale staatsman mr. W.H. de Beaufort (1845-1918), eertijds minister van Buitenlandse Zaken (1897-1901) en A.M. van Eeghen. Hij bezocht het gymnasium in Amersfoort en studeerde aansluitend rechten aan de Universiteit van Utrecht. Hij promoveerde in 1902 tot meester in de rechten en in 1903 tot doctor in de staatswetenschappen. In 1905 trad De Beaufort in het huwelijk met Constance Henriette barones van Lynden (1884-1974) bij wie hij vier kinderen kreeg. Eén van zijn kinderen is de kunstenares Adèle de Beaufort. Na zijn studie was hij werkzaam op het ministerie van Buitenlandse Zaken (laatstelijk als hoofdcommies).
Tijdens de Eerste Wereldoorlog was hij lid van de Nederlandsche Anti-Oorlogsraad (NAOR) en Vrede door Recht.
Noud de Beaufort, evenals zijn vader een oud-liberaal, werd in 1914 benoemd tot burgemeester van Soest. Hij was van 2 november 1914 tot 1 november 1923 burgervader van de Utrechtse gemeente. Na zijn burgemeesterschap was hij secretaris en commissaris van de Maatschappij van Weldadigheid.
In 1924 was hij een van de oprichters van het conservatief-liberale Vaderlandsch Verbond (VV) en voor die partij kandidaat voor de Tweede Kamerverkiezingen 1925. Met 0,4% van de stemmen kwam echter geen enkele kandidaat van het VV in de Tweede Kamer. Waarschijnlijk trad hij in 1926 al uit het VV dat zich in steeds extremere richting ontwikkelde.
Na de dood van zijn vader (1918) heeft hij diens geschiedkundig werk voortgezet en voltooid met de publicatie van het boek Vijftig jaren uit onze geschiedenis 1868-1918 (Amsterdam, 1928. 2 dln.), steunende op een dagboek dat W.H. de Beaufort regelmatig bijhield.
Hij erfde het landgoed Den Treek in Leusden waar hij geboren was en regelmatig verbleef. Zijn weduwe bewoonde een vleugel van het landhuis tot haar overlijden in 1974.